# Натуна (округ)
Натуна (индон. Natuna) — округ в индонезийской провинции Кепулауан-Риау. В состав округа входит 272 острова.
Острова располагаются в Южно-Китайском море. На севере округ граничит с Вьетнамом и Камбоджей, на юге — с Южной Суматрой и Джамби, на западе — c Малайзией, на востоке — с Восточной Малайзией и Западным Калимантаном.
Округ располагает обширными запасами нефти (14,3 млрд баррелей) и природного газа (112,3 млрд баррелей).